# Tung Forda
Tung Forda, tungowiec Forda, dwuguz Forda, kroplan Forda (Vernicia fordii, syn. Aleurites fordii) – gatunek drzewa z rodziny wilczomleczowatych. Występuje na terenie środkowych Chin oraz części Indochin. W uprawie występuje w USA.

## Morfologia
PokrójDorasta do wysokości 10 m (niekiedy do 15 m).
LiścieKształtu jajowatego lub trójklapowe.
KwiatyZebrane w wiechy baldachokształtne.
OwocWielkości do 6 cm średnicy w kolorze brązowoczerwonym z 3-5 pestkami w środku.

## Znaczenie
Z nasion uzyskuje się olej tungowy używany w celach technicznych.